# Auditorium Building
L'Auditorium Building est un immeuble construit par les architectes Dankmar Adler et Louis Sullivan à la fin du XIXe siècle dans le centre de la ville de Chicago, dans l'État de l'Illinois, aux États-Unis. D'une hauteur de 72 mètres, il fut conçu dans le style Art nouveau. Il est l'un des exemples les plus significatifs de l'École d'architecture de Chicago et fut, à son achèvement, le bâtiment le plus haut, le plus grand et le plus lourd de Chicago.
Construit entre 1887 et 1889, le bâtiment est situé à l'angle nord-ouest de South Michigan Avenue et de Ida B. Wells Drive. Le bâtiment a été conçu pour être un complexe polyvalent, comprenant des bureaux, un théâtre et un hôtel. L'Auditorium Theatre fait partie de l'Auditorium Building, la compagnie de ballet américaine Joffrey Ballet s'y produit.

## Localisation
Le bâtiment se trouve dans le secteur communautaire du Loop (le quartier d'affaires de Chicago), à l'angle de Michigan Avenue (au numéro 430) et de Congress Parkway (anciennement Congress Street), juste en face de Grant Park et non loin de l'Art Institute of Chicago (le deuxième musée d'art des États-Unis après le Metropolitan Museum of Art).
Situé au 430 South Michigan Avenue, dans le prestigieux district historique de l'Historic Michigan Boulevard District, l'Auditorium Building se trouve entre plusieurs bâtiments d'intérêts patrimoniaux dont le Congress Plaza Hotel au sud (un hôtel de luxe de style Chicago et Art nouveau) et le Fine Arts Building au nord (un bâtiment Art nouveau inscrit au Registre national des lieux historiques et sur la liste des Chicago Landmarks).

## Architecture
Les architectes Dankmar Adler et Louis Sullivan, tous deux originaires de la ville de Chicago et membres de l'École de Chicago, conçurent une structure massive avec des murs extérieurs porteurs, et s'inspirèrent de l'aspect extérieur du magasin de vente en gros Marshall Field de l'architecte Henry Hobson Richardson, un autre bâtiment historique de Chicago.
L'Auditorium Building possède une structure lourde et une façade imposante. À une époque où les bâtiments de cette envergure étaient peu communs à Chicago, l'Auditorium Building fit sensation à son achèvement auprès des habitants de la ville. L'entrée de l'auditorium se trouve sur le côté sud, sous la haute tour de dix-sept étages. Le reste du bâtiment compte dix étages uniformes. L'embellissement intérieur, cependant, est entièrement l'œuvre de Sullivan, et certains détails, en raison de leurs motifs foliaires curvilignes continus, sont parmi les équivalents les plus proches de l'architecture européenne Art nouveau. Une fois achevé, c'était le plus haut bâtiment de la ville et le plus grand bâtiment des États-Unis. Le palais de la Renaissance survit encore en arrière-plan de la conception de cette œuvre.

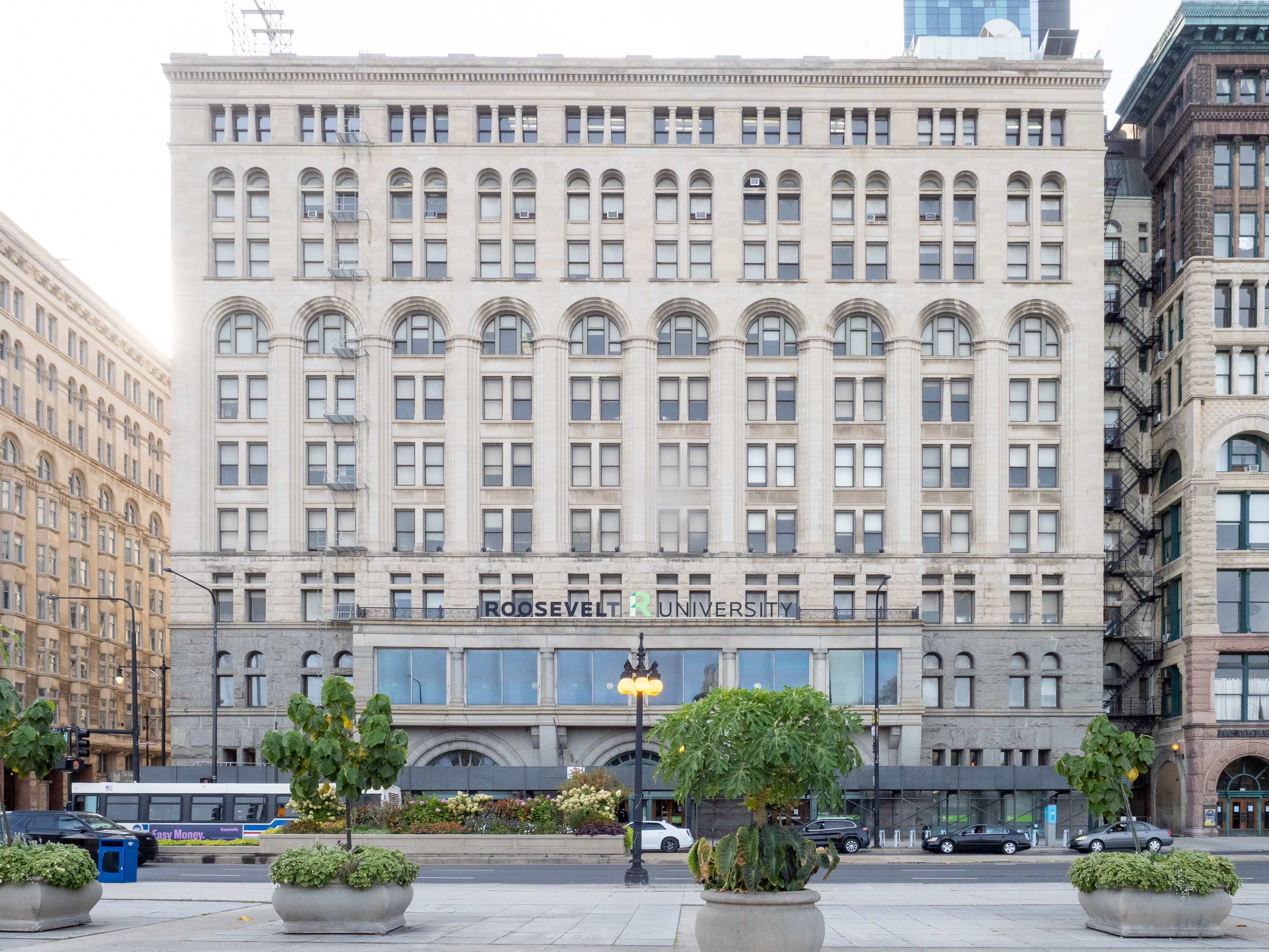
Façade de l'Auditorium Building depuis les jardins de Grant Park.

L'une des caractéristiques les plus innovantes du bâtiment était sa fondation massive en radier conçue par Adler en collaboration avec l'ingénieur Paul Mueller. Le sol sous l'Auditorium est composé d'argile bleue molle sur une profondeur de plus de 100 pieds, ce qui rendait les fondations conventionnelles impossibles. Adler et Mueller ont conçu un tapis flottant de traverses de chemin de fer entrecroisées, surmonté d'une double couche de rails en acier encastrés dans du béton, le tout recouvert de poix.
Le radier (plateforme permettant la stabilité des principaux éléments) ainsi créé a permis de répartir avec ingéniosité le poids des murs extérieurs massifs sur une grande surface du bâtiment. Cependant, le poids des murs extérieurs en maçonnerie par rapport à l'intérieur relativement léger a déformé le radier au cours d'un siècle, et aujourd'hui, certaines parties de l'Auditorium Building se sont affaissées jusqu'à 29 pouces (73,66 centimètres) dans le sol argileux de Chicago. Cette déformation est clairement visible dans le hall du théâtre, où le sol en mosaïque prend une pente distincte à l'approche des murs extérieurs. Ce tassement du sol n'est pas dû à une mauvaise ingénierie mais au fait que la conception a été modifiée pendant la construction. Le plan original prévoyait que l'extérieur soit recouvert de terre cuite légère, mais celle-ci a été remplacée par de la pierre après la construction des fondations. La plupart des tassements se sont produits durant les dix années qui ont suivi la construction. À un moment donné, il était prévu de raccourcir les supports intérieurs pour niveler les étages, mais cela n'a jamais été fait.
Au centre du bâtiment se trouve un auditorium de 3 875 places, destiné à l'origine à la production de grands opéras. Conformément aux idéaux démocratiques de Ferdinand Peck, un homme d'affaires influent de Chicago, l'auditorium a été conçu de manière que tous les sièges bénéficient d'une bonne vue et d'une bonne acoustique. Les plans d'origine ne prévoyaient pas de loges et lorsque celles-ci ont été ajoutées aux plans, elles n'ont pas bénéficié d'un emplacement de choix. Le bâtiment abritait également un hôtel et des bureaux. Il était à son époque le plus grand immeuble de la ville en termes de surface. En 1947, l'université Roosevelt fait l'acquisition de l'Auditorium Building et s'y installe.
L'Auditorium Building est classé sur plusieurs listes de protection des monuments historiques telles que les National Historic Landmarks (NHL) depuis le 15 mai 1975, le Registre national des lieux historiques (National Register of Historic Places ; NRHP) par le National Park Service depuis le 17 avril 1970, et les Chicago Landmarks (CL) par la Commission on Chicago Landmarks de la ville de Chicago depuis le 15 septembre 1976. Ainsi, l'Auditorium Building bénéficie d'une protection juridique au titre des monuments historiques et patrimoniaux (à la fois aux niveaux municipal et fédéral).

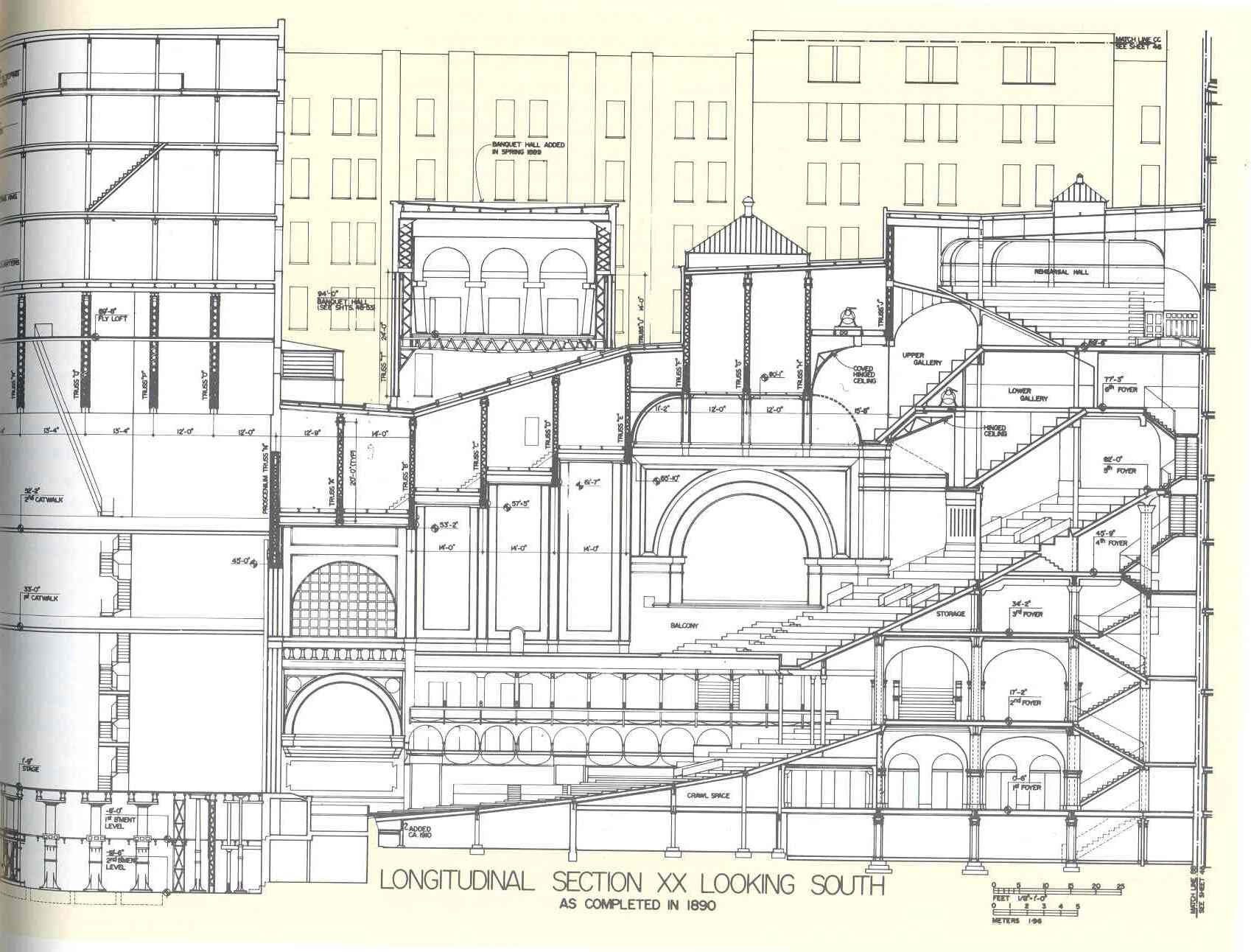
Coupe transversale intérieure
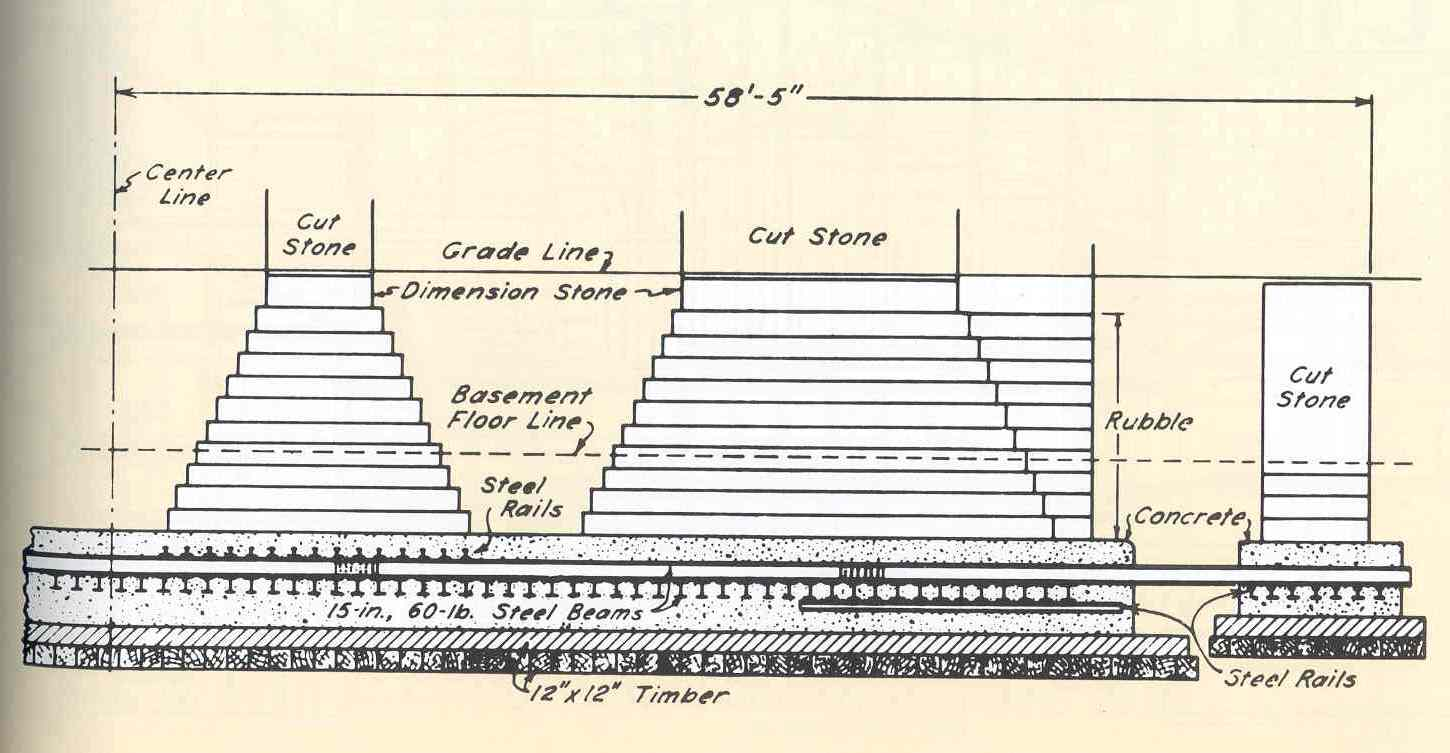
Fondations
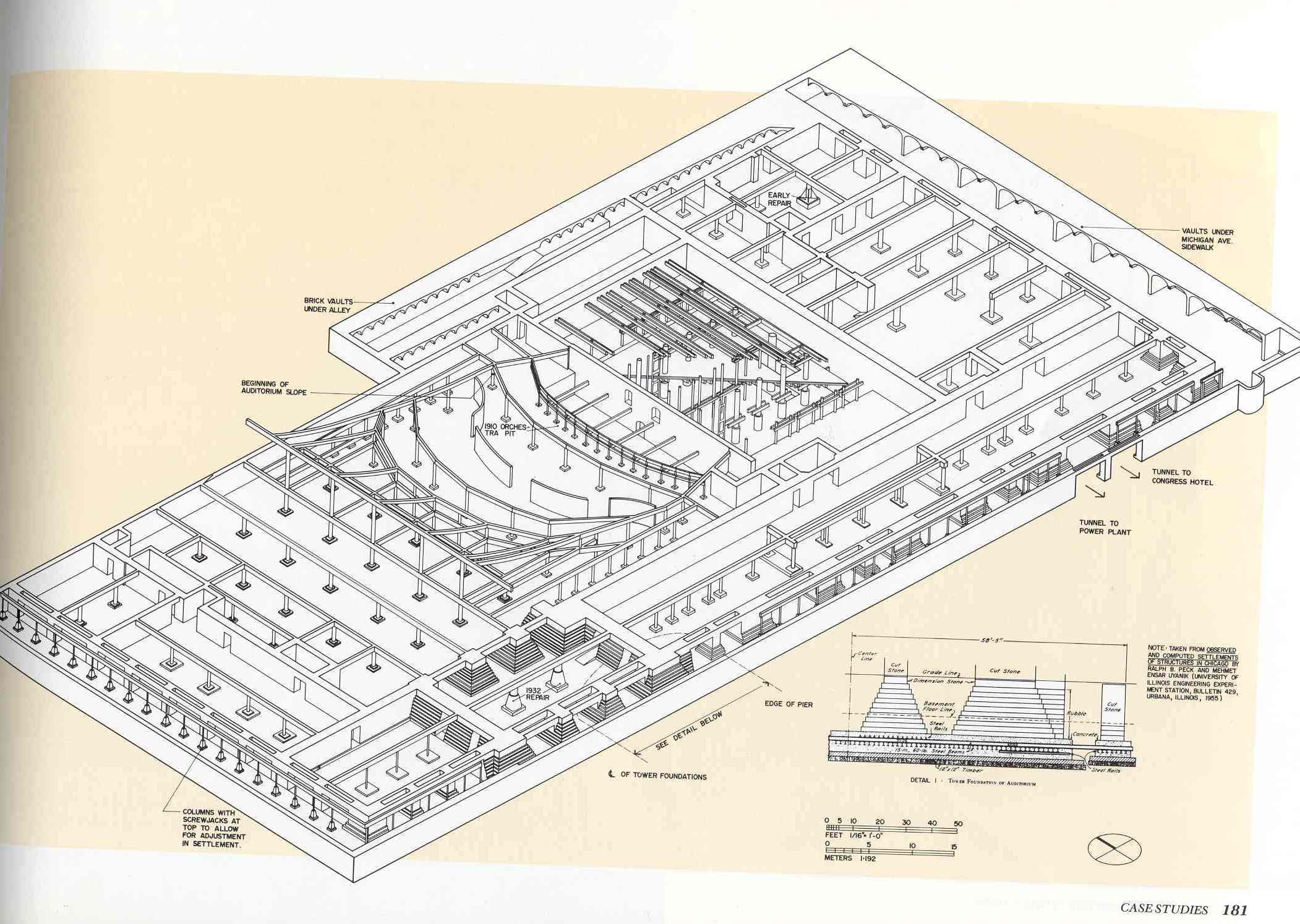
Sous-sol

### Ganz Hall
Considéré comme un joyau de l'architecture de Chicago, le Rudolph Ganz Memorial Hall est une salle de spectacle dotée d'une ornementation raffinée. Elle comprend des vitraux, des arches ornées de feuilles d'or, des lustres et des fresques murales peintes à la main. Avec les œuvres du peintre français Albert-François Fleury, du designer Louis Millet et de son collaborateur George Healy, ainsi que des architectes Louis Sullivan, Dankmar Adler et Frank Lloyd Wright, le hall est l'un des plus beaux exemples de collaboration artistique. En 2003, Ganz Hall a reçu le Chicago Landmark Award for Preservation Excellence et, en 2005, l'American Institute of Architects Chicago Design Excellence Award.

### Auditorium Theatre

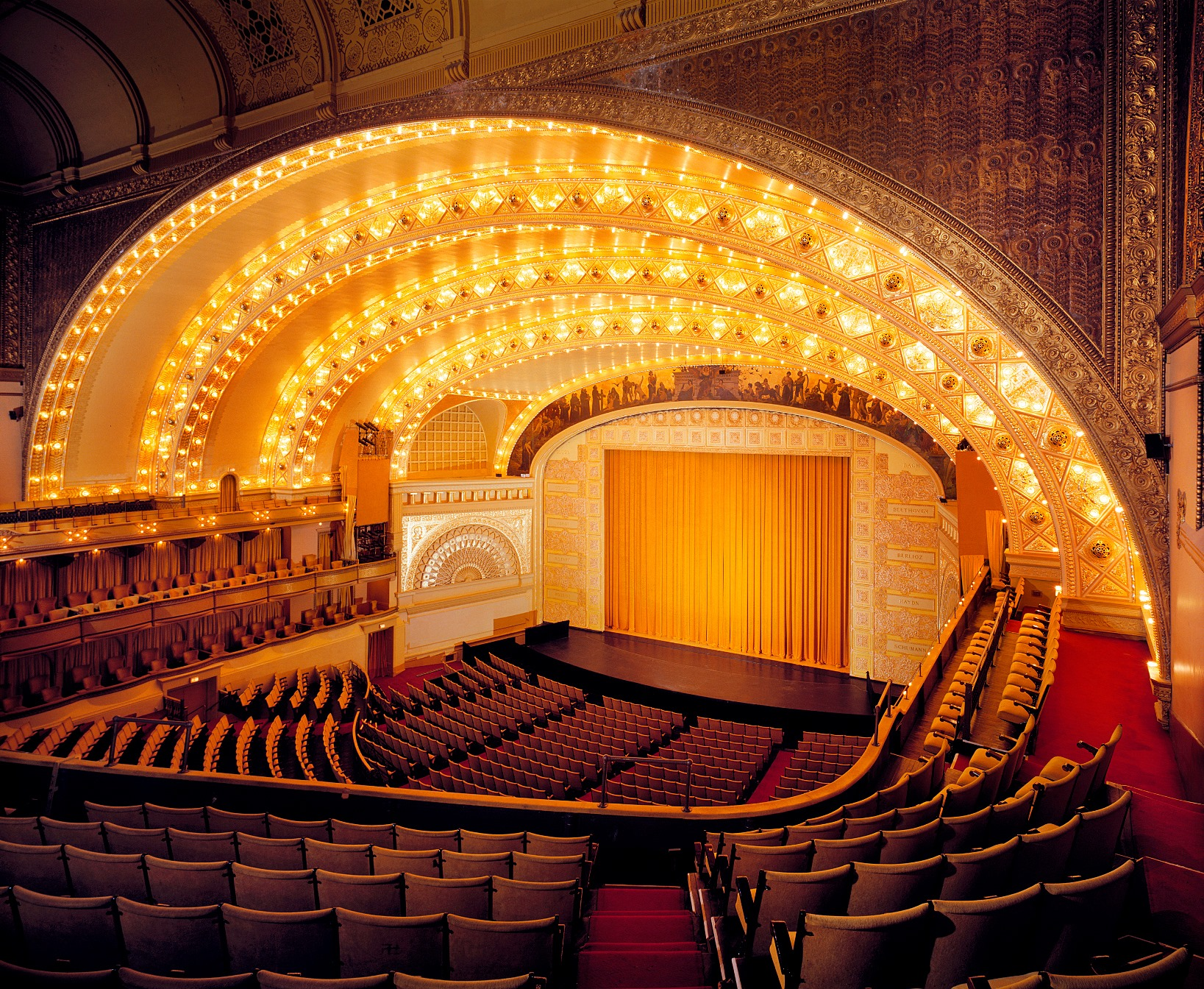
L'Auditorium Theatre.

L'Auditorium Theatre est une salle de spectacle située dans l'Auditorium Building. L'orchestre symphonique de Chicago s'y est produit jusqu'en 1904, de même que la Chicago Grand Opera Company et ses successeurs, la Chicago Opera Association et le Chicago Civic Opera, jusqu'à son déménagement au Civic Opera House en 1929.
Après avoir connu une période de déclin au cours des années 1940, le théâtre est sauvé in extremis de la démolition grâce à l'université Roosevelt (Roosevelt University) qui devient propriétaire du bâtiment en 1947. Cependant, l'université n'ayant pas les fonds nécessaires pour rénover le théâtre, il resta inactif pendant deux décennies. En 1963, Mme Beatrice Spachner, avec l'approbation de l'université, créa l'Auditorium Theatre Council et entreprit une campagne de restauration et de réouverture du théâtre, récoltant près de 3 millions de dollars pour rénover la structure.
Aujourd'hui, l'Auditorium Theatre accueille des représentations artistiques, ainsi qu'une variété de concerts, de comédies musicales, de spectacles et d'événements. Créée en 1956, la compagnie de ballet américaine Joffrey Ballet s'y produit.

### Fainman Lounge
Le Fainman Lounge est une grande salle de réception d'où l'on peut admirer le lac Michigan. Elle comprend une terrasse fermée avec un sol en mosaïque et des détails architecturaux complexes de style Art nouveau. Au début des années 1900, la salle accueillait les clients de l'hôtel. Aujourd'hui, elle est utilisée pour les réceptions et offre un point de vue sur la fontaine interactive de Buckingham Fountain et les jardins de Grant Park. Elle a été baptisée en l'honneur de la famille Fainman, une famille du monde des affaires originaire de Chicago et donatrice régulière de l'université Roosevelt.

## Historique

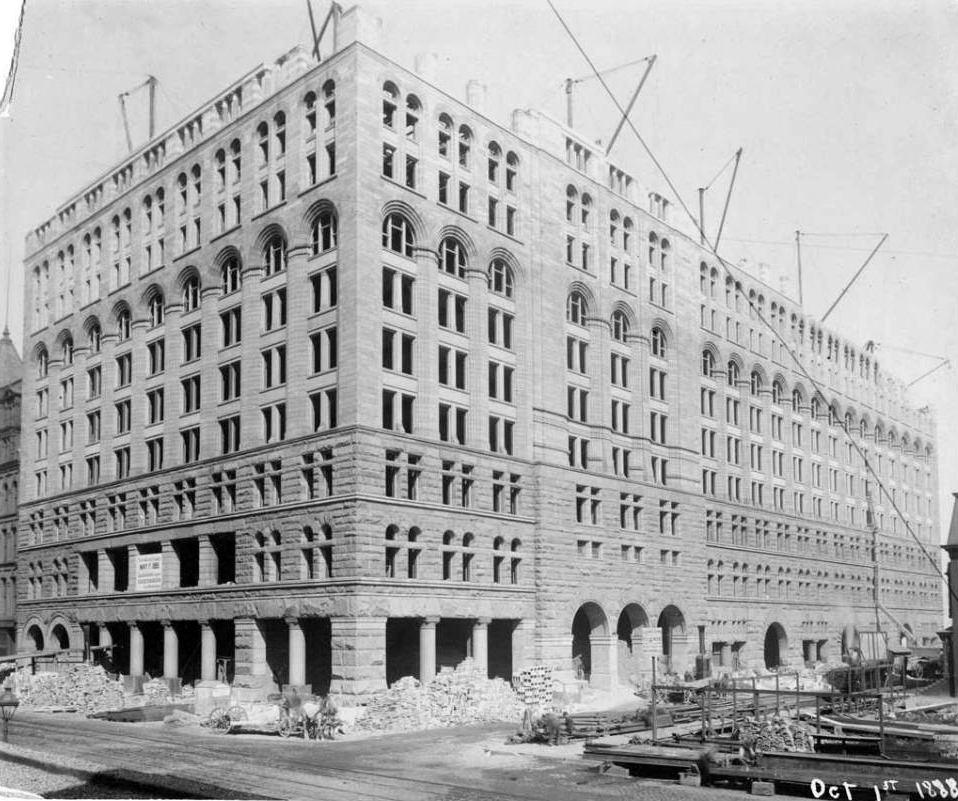
Construction du bâtiment en 1888 (vu depuis son angle sud-ouest).

En décembre 1886, l'homme d'affaires de Chicago Ferdinand Peck a constitué la Chicago Auditorium Association pour développer ce qu'il voulait être le théâtre le plus grand, le plus grandiose et le plus cher du monde, qui rivaliserait avec des institutions telles que le Metropolitan Opera House de New York. Ferdinand Peck voulait démocratiser la haute culture et la rendre accessible aux classes ouvrières de Chicago.
Le bâtiment devait comprendre un immeuble de bureaux et un hôtel de première classe. Peck a persuadé de nombreux magnats des affaires de Chicago de l'accompagner, notamment Marshall Field, Edson Keith, Martin Ryerson, Charles L. Hutchinson et George Pullman. L'association engagea le célèbre cabinet d'architectes de Dankmar Adler et Louis Sullivan pour concevoir le bâtiment. L'Auditorium Building a été équipé du premier système central de climatisation et le théâtre a été le premier à être entièrement éclairé par des ampoules à incandescence.
En 1890, 136 bureaux et 400 chambres d'hôtel ont été créés dans l'espace central du bâtiment. Le but étant de générer une grande partie de revenus pour soutenir l'opéra. Bien que l'Auditorium Building n'ait pas été conçu comme un bâtiment commercial, Peck voulait qu'il soit autosuffisant. Les revenus générés par les bureaux et l'hôtel étaient censés permettre aux prix des billets de rester abordables. En quelques années, l'hôtel et les bureaux sont devenus non rentables.

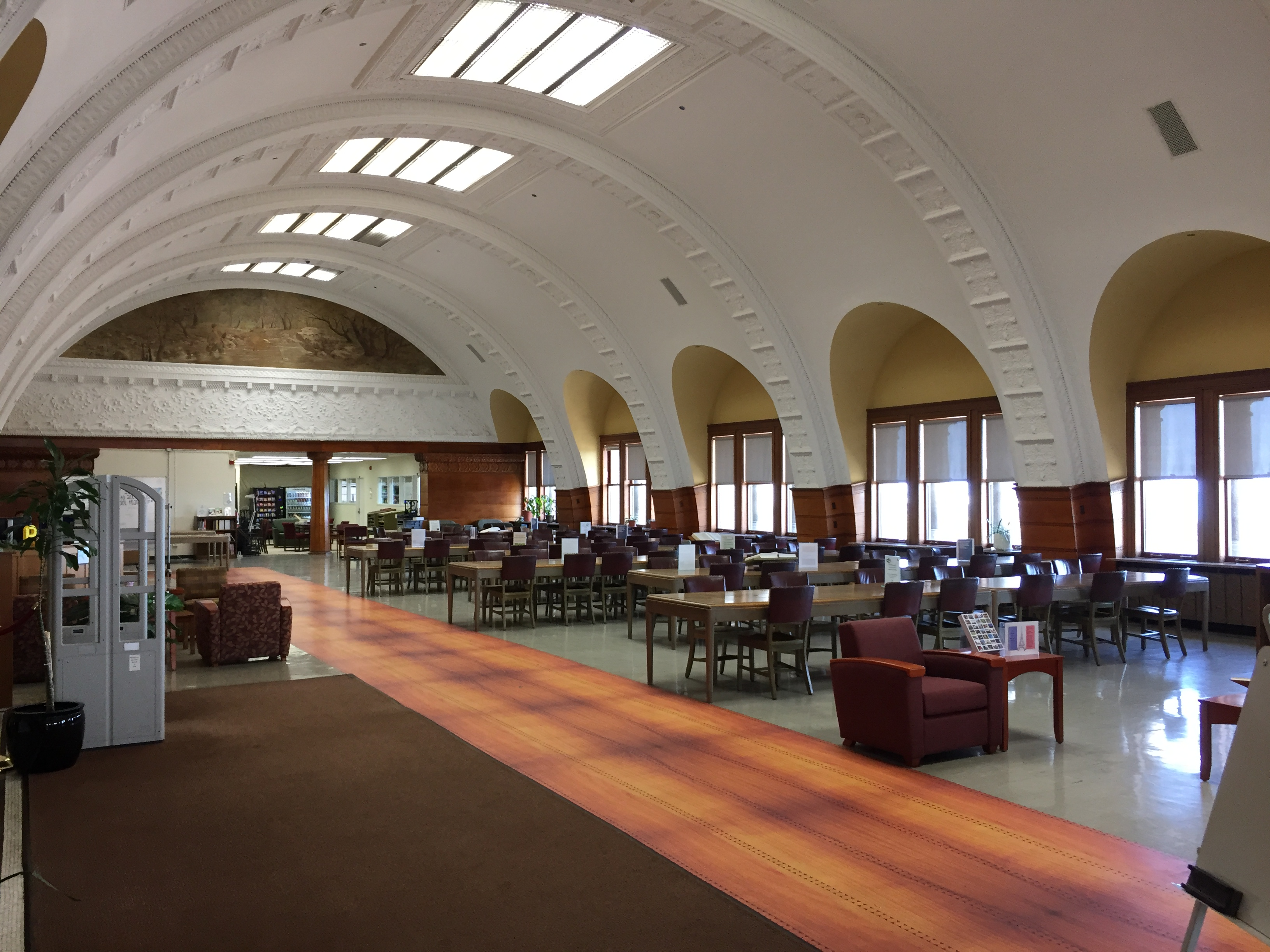
La bibliothèque Murray-Green de l'université Roosevelt, au 10e étage de l'Auditorium Building.

C'est Grover Cleveland, président des États-Unis de 1885 à 1889, qui posa la première pierre de l'édifice le 5 octobre 1887. L'architecte Frank Lloyd Wright travailla le style et les décorations à l'intérieur de l'édifice. L'année suivante, le bâtiment accueillit la convention nationale républicaine de 1888 qui se déroula du 19 au 25 juin.
L'Auditorium Building fut inauguré officiellement par le président Benjamin Harrison le 9 décembre 1889. L'orchestre symphonique de Chicago fit son premier spectacle le 16 octobre 1891 et resta à demeure jusqu'en 1904, date à laquelle il rejoignit l'Orchestra Hall de Chicago (aujourd'hui connu sous le nom de Symphony Center ; un bâtiment de style georgien). Theodore Roosevelt prononça son fameux discours de Bull Moose en 1912 à l'auditorium. Le théâtre ferma ses portes pendant la Grande Dépression de 1929. Il servit ensuite de centre pour l'armée pendant la Seconde Guerre mondiale. C'est en 1947, que l'université Roosevelt s'y installa. Le théâtre reprit ses fonctions de 1967 à 1975 avec des concerts de Jimi Hendrix, des Who, des Grateful Dead, et bien d'autres artistes notables.
Aujourd'hui, le bâtiment est classé à la protection du patrimoine aux niveaux municipal et fédéral. En 2001, une restauration majeure de l'Auditorium Building a été entreprise par Daniel P. Coffey and Associates en collaboration avec EverGreene Architectural Arts pour redonner au théâtre ses couleurs et ses finitions d'origine.